# Literatura noruega

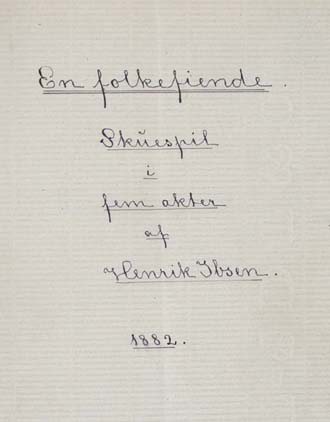
Primera página de El Enemigo del pueblo, de Henrik Ibsen. Manuscrito de 1882.

La literatura noruega en parte se confunde y superpone a la de los otros cuatro restantes países nórdicos: Dinamarca, Suecia, Islandia y Finlandia; Noruega formó parte constituyente del Reino de Dinamarca hasta 1814, y unida a Suecia (mediante unión personal) de 1814 a 1905.

## Épocas de la literatura noruega
Por eso la literatura noruega se suele dividir en tres épocas:
- Periodo norreno o noruego-islandés (del año 800 a 1400), en que literatura noruega e islandesa son una misma.

- Periodo noruego-danés (1400-1814), en que la historia literaria de Noruega y Dinamarca corren parejas bajo el Reino de Dinamarca y Noruega.

- Periodo noruego-sueco y de Noruega independiente (1814 hasta la actualidad) en que la literatura noruega se separa de sus hermanas.

## Periodo norreno o noruego-islandés
Los primeros restos de literatura son cantos litúrgicos en latín y baladas populares en la lengua del país transmitidas oralmente. Pero los restos de la literatura medieval noruega se han conservado fundamentalmente en Islandia: la literatura de los vikingos y sus bardos, los escaldos, que poseían una escritura propia, la rúnica. El alfabeto latino fue introducido entre los siglos XII y XIII.
Se trata de leyendas, cuentos populares y poemas aliterativos de complejas metáforas (kënningar) que narran gestas, creencias paganas de la mitología nórdica, historias de conquistas, reinados, y tradiciones de los vikingos que se establecieron en Islandia hacia el siglo IX. Se transmitían en forma oral y fueron fijadas por escrito a partir del siglo XIII en las llamadas sagas. 

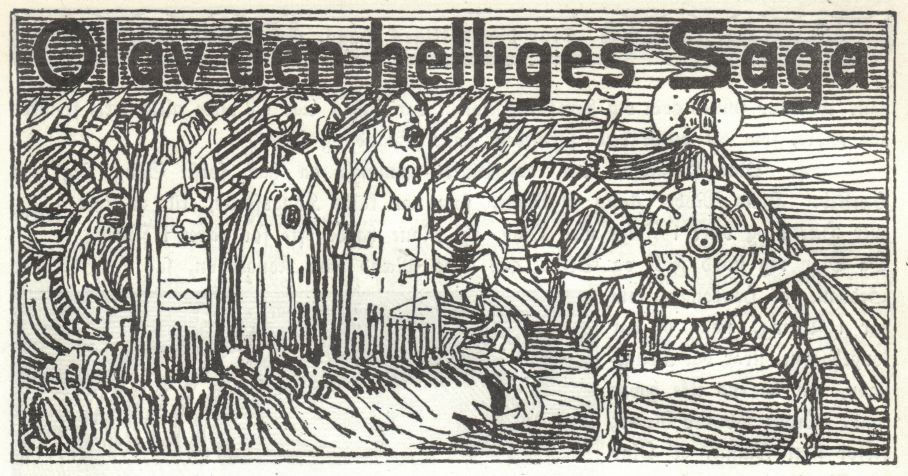
Ilustración de Gerhard Munthe de la Saga de Olaf el Santo, parte de la Heimskringla.

En cuanto a la poesía de los bardos asociados a las cortes reales el primer nombre de escalda conservado es de un noruego, Bragi Boddason, que vivió en la primera mitad del siglo IX. La Heimskringla o Saga de los reyes de Noruega fue escrita por un poeta e historiador islandés del siglo XIII, Snorri Sturluson (1179-1241), quien escribió además un tratado de mitología y lenguaje literario para escaldas, el Edda menor (hacia 1222). 
Fue precisamente en el siglo XIII cuando el cristianismo entró en Noruega y varió definitivamente el curso de la literatura de ese país; se tradujeron los escritos cristianos, principalmente homilías y hagiografías, pero también narraciones legendarias del Ciclo artúrico, de Carlomagno y de Teodorico. Entre los poemas religiosos el más notable fue Draumkvxde (Sueño balada) ca. 1300. En cuanto a prosa profana en latín destaca la Historia Norwegiæ (¿Arnuf?, ca. 1170) y la Historia de Antiquitate Regum Norvagiensium de Theodoricus Monachus (ca. 1180). Konungs Skuggsja o El espejo de los reyes es un tratado didáctico y moral para educar a un príncipe escrito en verso, y constituye la obra más notable de mediados del siglo XIII. De los siglos XIII y XIV datan también los cuentos (eventyr o sagn) y las baladas populares folklóricas que se han conservado oralmente hasta hoy.

## Periodo noruego-danés (hacia 1400-1814)

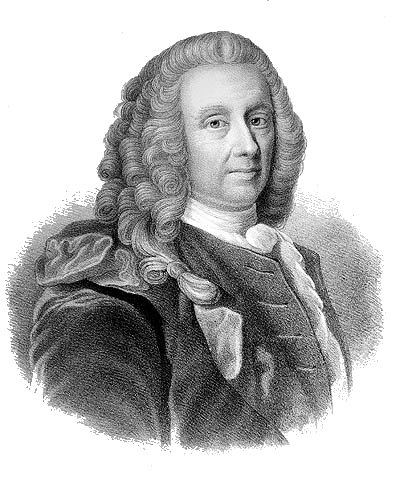
Ludvig Holberg.

Noruega se unió políticamente con Dinamarca a fines del siglo XIII, unión que duró cuatro siglos; pero éste fue un periodo de crisis literaria tras el gran florecimiento medieval; esta sequía duró dos siglos, pero la Reforma luterana reactivó el panorama al mismo tiempo que aumentaba el influjo cultural danés, ya que la lengua oficial era el danés y la Biblia danesa era el modelo de lengua en la prosa desde principios del XVI; no se introdujo la imprenta en Noruega hasta el año 1643, por lo que todos los libros llegaban en la variante lingüística danesa y no había industria editora propia, ni tampoco una universidad; los noruegos que desaban cursar educación superior iban a la Universidad de Copenhague. Los primeros escritores noruegos tuvieron que escribir en danés, y el Humanismo del seiscientos entró en el país desde la península jutlandesa; destacan Absalon Pederssøn y en especial Peder Claussøn Friis, autor de una traducción de la Heimskringla de Snorri Sturluson que despertó sentimientos nacionalistas; el clérigo del siglo XVII Petter Dass escribió La trompeta de Nordland, descripción paisajística en verso del norte del país. 
Pero el autor más importante es sin duda el dramaturgo, historiador y ensayista de la Ilustración Ludvig Holberg, nacido en Bergen. Civilizó el idioma escribiendo historia, ensayos y comedias que se representan todavía en la actualidad; introdujo además el racionalismo francés, el deísmo, el derecho natural y una pedagogía moderna. Cultivó además la sátira y la novela. Todos los autores siguientes estuvieron marcados por la lengua literaria que él forjó, en especial Johann Herman Wessel y los poetas Christian Barunman Tullin y Johan Nordahl Brun, así como el ensayista Claus Fasting. Por otra parte las cosas empezaban a cambiar: se fundó la Real Sociedad Noruega Científica (1760), la Sociedad Noruega en Copenhague (1772) y la Universidad de Oslo (1811), ciudad que entonces se llamaba Cristianía.

## Periodo noruego-sueco y de Noruega independiente

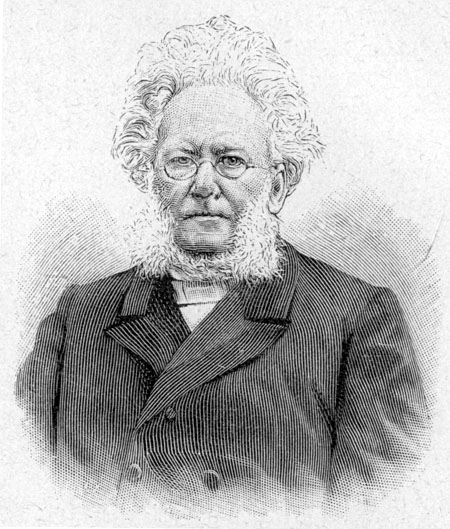
El dramaturgo Henrik Ibsen.

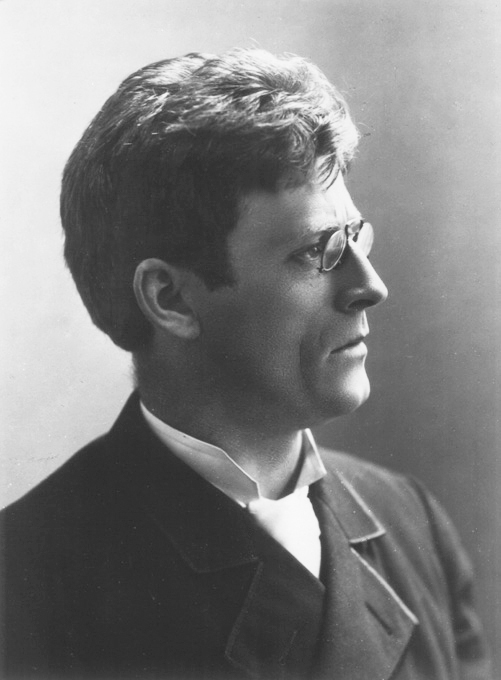
El novelista Knut Hamsun.

Una consecuencia de las guerras contra Napoleón fue el desmembramiento de Dinamarca y la unión de Noruega a Suecia a partir de 1814. El Romanticismo hizo surgir los sentimientos de independencia y de ruptura con la tradición ilustrada danesa; la figura que encarna estas ideas es el poeta y dramaturgo Heinrik Arnold Wergeland; se le opuso el poeta Johan Sebastian Welhavewn, que reverenciaba por el contrario las tradiciones danesas y pretendía renovarlas. Triunfó sin embargo el primero y se buscó el espíritu del pueblo en la literatura oral, realizándose compilaciones de cuentos populares, los llamados Norske Folkeeventyr, por parte de los poetas Peter Christen Asbjørnsen y Jørgen Moe. El poeta y periodista Aasmund Olavsson Vinje escribió poesía en dialecto noruego y Peter Andreas Munch escribió la primera historia nacional. La novelista Camilla Collett anunció el Realismo en Las hijas del prefecto (1854-1855), una novela psicológica.
El Realismo fue un movimiento estético que tuvo en Noruega gran representación; el movimiento se desarrolló tanto que llegó a influir en el extranjero. En el periodo entre 1870 y 1890 escriben los «cuatro grandes»: Henrik Ibsen, Bjørnstjerne Bjørnson, Jonas Lie y Alexander Kielland, y su obra convive con la de H. Jeager (1854-1910), Amalie Skram (1846-1905) y A. Garborg (1851-1924). 
Henrik Ibsen (1828-1906) puede considerarse el padre del teatro moderno; escribió dramas introspectivos cargados de simbolismo y crítica social. Sus principales obras son Casa de muñecas, donde defiende la liberación de la mujer; El pato salvaje y Un enemigo del pueblo y se siguen representando en los grandes teatros del mundo. Continuó su labor teatral Bjørnstjerne Bjørnson, quien además cultivó la poesía y la narración. Jonas Lie fue un novelista cuyo estilo se volvió al final hacia el Impresionismo y Alexander Kielland destaca por su ingenio. El Naturalismo tiene por representante a la novelista Amalie Skram, y Arne Garborg estudia las costumbres y tradiciones rurales.
Ya en el siglo XX, Suecia y Noruega disuelven pacíficamente su unión en 1905. Knut Hamsun (1859-1952) compuso célebres novelas y ganó el premio Nobel de 1920. Destacan su Hambre, Pan y Misterios. La tercera ganadora del Premio Nobel fue Sigrid Undset en 1928, por su trilogía de Cristina Lavransdatter (1920-1922).
Otros escritores noruegos son Trygve Gulbranssen, Jens Bjørneboe, Agnar Mykle, Olav Duun, Cora Sandel, Kjartan Fløgstad, Arne Garborg, Aksel Sandemose, Tarjei Vesaas, Lars Saabye Christensen, Kjell Askildsen, Johan Borgen, Dag Solstad, Herbjørg Wassmo, Jon Fosse, Hans Herbjørnsrud, Jan Erik Vold, Roy Jacobsen, Bergljot Hobæk Haff, Hans E. Kinck, Olav H. Hauge, Rolf Jacobsen, Gunvor Hofmo, Arnulf Øverland, Sigbjørn Obstfelder, Olaf Bull, Aasmund Olavsson Vinje, Tor Ulven, Torborg Nedreaas, Stein Mehren, Jan Kjærstad, Georg Johannesen, Kristofer Uppdal, Aslaug Vaa, Halldis Moren Vesaas, Sigurd Hoel, Johan Falkberget y Axel Jensen.
Jostein Gaarder comenzó a ser conocido internacionalmente en 1991 con El mundo de Sofia, una novela educativa hoy traducida a numerosos idiomas que, al hilo de la narración, enseña la historia de la filosofía; posteriormente publicó El misterio del solitario (1992), El enigma y el espejo (1993), ¿Hay alguien ahí? (1996), Vita Brevis (1997) y El castillo de las ranas (1999). Dos novelas de Erik Fosnes Hansen, Himno al final del viaje y Momentos de protección han sido traducidas al castellano con gran éxito. Karin Fossum y Jo Nesbø cultivan el género de la novela negra y Kjell Askildsen el relato breve. La reportera de guerra Åsne Sejerstad ha escrito El librero de Kabul sobre la guerra de Afganistán y Ciento un días sobre la guerra de Irak. Escriben novela Linn Ullmann y Lars Saabye Christensen, cuya obra El hermanastro le valió el prestigioso Premio Nórdico de Literatura, el equivalente del Premio Cervantes en Escandinavia. De reciente aparición en España es también La vergüenza, de Bergljot Hobæk Haff; y el ciclo de novelas Mi lucha, de Karl Ove Knausgård.